# Veľkrop
Veľkrop és un poble i municipi d'Eslovàquia. Es troba a la regió de Prešov, al nord del país.

## Història
La primera referència escrita de la vila data del 1408.

## Demografia
| Godina             | 1994 | 2004   | 2014   | 2024   |
| ------------------ | ---- | ------ | ------ | ------ |
| Nombre de persones | 220  | 221    | 222    | 231    |
| Diferència         |      | +0,45% | +0,45% | +4,05% |

| Godina             | 2023 | 2024   |
| ------------------ | ---- | ------ |
| Nombre de persones | 230  | 231    |
| Diferència         |      | +0,43% |